# Eberhard von Mackensen
Eberhard von Mackensen (Bromberg, 24 settembre 1889 – Nortorf, 19 maggio 1969) è stato un generale tedesco, riconosciuto responsabile di crimini di guerra.
Figlio del famoso feldmaresciallo August von Mackensen, protagonista di molte vittorie della Germania imperiale durante la prima guerra mondiale, e fratello di Hans Georg von Mackensen, ambasciatore a Roma del Terzo Reich, si distinse come comandante di truppe corazzate durante la prima parte della seconda guerra mondiale, guidando i suoi panzer a numerose vittorie sul fronte orientale e avanzando nel 1942 fino al Caucaso.
Trasferito in Italia nel 1943, nel gennaio dell'anno seguente assunse il comando della 14. Armee incaricata di fronteggiare le truppe alleate sbarcate ad Anzio e riuscì a bloccare l'avanzata nemica anche se i suoi numerosi contrattacchi non raggiunsero successi decisivi. Durante la battaglia finale per Roma nella primavera del 1944 non riuscì a fermare l'avanzata alleata e venne destituito dal feldmaresciallo Albert Kesselring.
Durante il suo periodo di comando in Italia era anche il comandante militare dell'area di Roma e si rese responsabile di crimini di guerra; in particolare fu lui che decise, dopo l'attentato di via Rasella, il rapporto di dieci italiani da uccidere alle Fosse Ardeatine per ogni soldato tedesco morto. Nel novembre del 1946 venne processato a Roma e condannato alla pena di morte mediante fucilazione; tuttavia la pena non venne eseguita e von Mackensen venne rimesso in libertà nel 1952.

## Biografia

### Gli inizi della carriera militare
Originario di Bromberg, l'attuale città polacca di Bydgoszcz, nella Posnania, Eberhard von Mackensen era figlio del feldmaresciallo August von Mackensen, uno dei più prestigiosi e capaci comandanti tedeschi della prima guerra mondiale, vincitore della Serbia e della Romania. Il giovane Eberhard seguì la carriera militare del padre e nell'ottobre 1908 entrò nell'esercito tedesco come aspirante ufficiale in un reggimento di cavalleria di ussari e nel marzo 1910 venne promosso leutnant. Durante la prima guerra mondiale esercitò incarichi di stato maggiore nel quartier generale della sua unità di cavalleria e, dopo essere stato nominato prima oberleutnant nell'agosto 1915 e poi hauptmann, nel Gruppo d'armate "Scholtz" che controllava le armate degli Imperi Centrali sul Fronte macedone.
Dopo la sconfitta della Germania nella Grande Guerra e lo scioglimento dell'esercito imperiale, von Mackensen rimase in servizio entrando a far parte della piccola Reichswehr inquadrato con il grado di Rittermeister nel 5. Reiter Regiment; quindi nel 1922 venne trasferito come comandante di squadrone del vecchio 1. Leibhusaren Regiment. La carriera di von Mackensen proseguì in seguito nei quadri dello stato maggiore; nel 1933 divenne capo di stato maggiore del Kavalleriekorps, il corpo di cavalleria della Reichswehr, mentre nel maggio 1935 assunse lo stesso incarico nel X corpo d'armata; il 1º settembre 1934 era già stato promosso oberst. Alla vigilia della seconda guerra mondiale, von Mackensen era generalmajor, dal 1º gennaio 1939, e comandante della 1. Kavaleriebrigade.

### Attività nella prima fase della seconda guerra mondiale

#### Sul fronte orientale nel 1941
Durante le prime campagne della seconda guerra mondiale von Mackensen non prestò servizio in compiti di comando sul fronte combattente ma esercitò funzioni di stato maggiore all'interno di quartier generali; nel corso della campagna di Polonia era il capo di stato maggiore della 14. Armata che faceva parte del Gruppo d'armate A del generale Gerd von Rundstedt, mentre durante la campagna di Francia divenne capo di stato maggiore della 12. Armata del generale Wilhelm List che svolse un compito molto importante nella fase di sfondamento iniziale sulla Mosa fino alle coste della Manica. Dopo la vittoria all'ovest von Mackensen venne ancora promosso al grado superiore di general der Kavalerie a partire dal 1º agosto 1940.
Il 15 gennaio 1941 von Mackensen ricevette finalmente un incarico di comando operativo assumendo la guida del nuovo 3º Panzerkorps, una formazione corazzata costituita da due Panzer-Division assegnata al 1. Panzergruppe del generale Ewald von Kleist; questo potente raggruppamento meccanizzato avrebbe costituito l'elemento di punta del Gruppo d'armate Sud del feldmaresciallo von Rundstedt che, schierato nel settore meridionale del fronte orientale, avrebbe preso parte all'imminente operazione Barbarossa contro l'Unione Sovietica.
A partire dal 22 giugno 1941, giorno d'inizio dell'offensiva generale della Wehrmacht in oriente, von Mackensen guidò con notevole abilità le sue forze corazzate che avanzarono subito in profondità e respinsero i primi contrattacchi delle riserve mobili sovietiche; i reparti di von Mackensen presero parte alla grande battaglia di Brody-Dubno e rivendicarono la distruzione di 267 carri armati nemici. I panzer del 3º Panzerkorps avanzarono in testa al 1. Panzergruppe e conquistarono prima Luck e Rovno e quindi entrarono a Berdičev il 7 luglio e a Žitomir il 9 luglio; per queste brillanti vittorie von Mackensen ricevette il 27 luglio la prestigiosa decorazione della Croce di cavaliere della Croce di ferro.

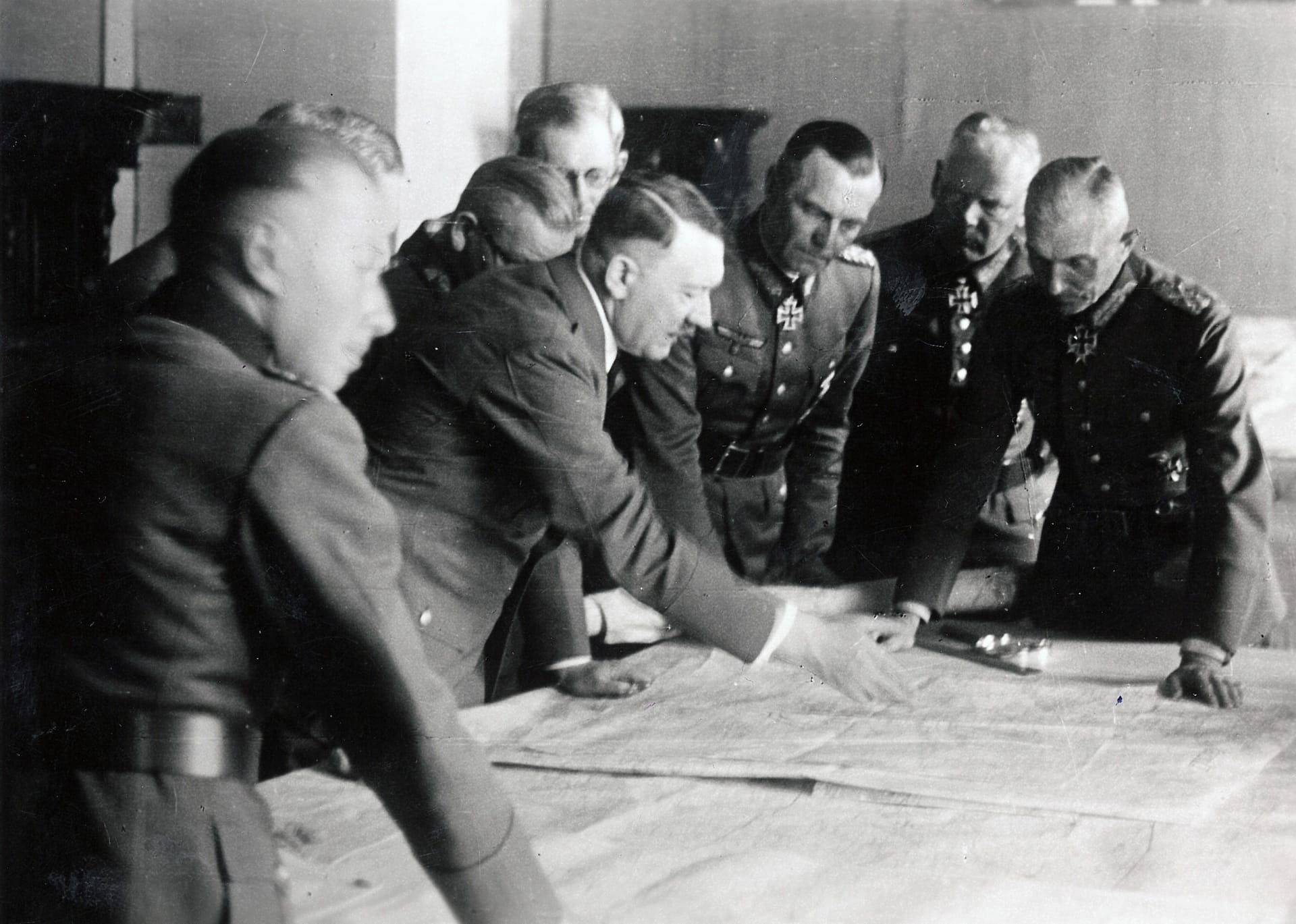
Riunione al quartier generale del Führer nella primavera 1942: von Mackensen è il secondo da destra, tra il generale Friedrich Paulus e il feldmaresciallo Fedor von Bock

Dopo i successi iniziali von Mackensen fece avanzare direttamente verso Kiev la 13. Panzer-Division che si spinse fino a trenta chilometri dalla grande città ucraina e attraversò il fiume Irpen; le unità di testa del generale erano però troppo deboli e isolate e l'alto comando tedesco decise di evitare un attacco frontale a Kiev difesa da crescenti forze sovietiche. Von Mackensen ricevette invece alla fine del mese di luglio l'ordine di dirottare le sue forze corazzate verso sud per prendere parte alla grande battaglia di accerchiamento di Uman'. Dopo la distruzione delle armate sovietiche accerchiate a Uman' l'avanzata del Gruppo d'armate Sud riprese e von Mackensen guidò il 3º Panzerkorps in direzione del Dnepr che venne attraversato con successo a Dnepropetrovsk il 25 agosto 1941 dove venne costituita una grande testa di ponte. In questa fase von Mackensen ebbe il controllo operativo anche delle unità italiane del CSIR inviate a rinforzare le sue truppe schierate nella testa di ponte. Dal 1º ottobre 1941 von Mackensen avanzò da Dnepropretrovsk verso sud in direzione della costa del Mar Nero e occupò Melitopol' il 5 ottobre.
Il 22 ottobre 1941 Hitler e l'alto comando tedesco decisero di continuare ancora l'avanzata nel settore meridionale con l'obiettivo di raggiungere prima dell'inverno Rostov sul Don e le vie di accesso al Caucaso; von Mackensen venne incaricato di marciare con le sue unità corazzate del 3º Panzerkorps, la formazione di punta della 1. Panzerarmee del generale von Kleist, verso Rostov e occupare la città. Il generale iniziò l'attacco il 17 novembre 1941 e dopo violenti scontri gli elementi di testa riuscirono a raggiungere Rostov il 20 novembre e penetrarono all'interno della città; anche i grandi ponti sul Don vennero occupati di sorpresa. Il successo fu di breve durata, l'Armata Rossa era decisa ad impedire l'avanzata tedesca verso il Caucaso e contrattaccò sul fianco del 3º Panzerkorps, il 25 novembre von Mackensen fu costretto a ritirare parte delle sue forze per proteggere le retrovie, mentre i reparti rimasti dentro Rostov subirono una serie di attacchi in massa e si trovarono in grave difficoltà. Il 1º dicembre 1941 il feldmaresciallo Walter von Reichenau, nuovo comandante del Gruppo d'armate Sud, decise per evitare una disfatta di ordinare a von Mackensen, nonostante l'opposizione di Hitler, di abbandonare Rostov e ripiegare dietro la posizione del fiume Mius. I tedeschi evacuarono la città e si ritirarono con difficoltà sulla nuova posizione dove von Mackensen raggruppò le sue forze e riuscì a stabilizzare la situazione resistendo durante tutto l'inverno ai nuovi attacchi sovietici.

#### Sul fronte orientale nel 1942 e 1943
Nella primavera 1942 von Mackensen mantenne il comando del 3º Panzerkorps che, dopo essere stato completamente riequipaggiato con i nuovi mezzi corazzati, rimase alle dipendenze del Gruppo d'armate Sud passato al comando del feldmaresciallo Fedor von Bock e incaricato di svolgere il ruolo principale nell'operazione Blu, la nuova grande offensiva estiva tedesca sul fronte occidentale. Ancora prima dell'inizio dell'attacco generale von Mackensen prese parte all'aspra e sanguinosa seconda battaglia di Char'kov che ebbe inizio il 12 maggio 1942 con una pericolosa e inattesa offensiva sovietica in direzione della grande città ucraina. Il generale ebbe ruolo decisivo nella battaglia; il 3º Panzerkorps sferrò il 17 maggio il contrattacco sul fianco meridionale delle truppe sovietiche e contribuì con i suoi panzer a chiudere in una grande sacca due armate nemiche; von Mackensen diresse anche con abilità la fase finale della battaglia, organizzando uno schieramento di sbarramento che distrusse progressivamente le forze sovietiche accerchiate. Per il suo brillante successo von Mackensen ricevette il 26 maggio 1942 la decorazione delle foglie di quercia della Croce di cavaliere.
L'operazione Blu ebbe inizio effettivamente il 28 giugno 1942 e von Mackensen, che alcuni giorni prima aveva costituito con le sue truppe del 3º Panzerkorps teste di ponte sul Donec e sull'Oskol, guidò l'avanzata in profondità della 1. Panzerarmee del generale von Kleist che era incaricata di nuovo di marciare su Rostov e quindi verso il Caucaso. La resistenza sovietica inizialmente fu debole e von Mackensen poté raggiungere con le sue forze corazzate la città di Rostov che venne conquistata per la seconda volta il 23 luglio 1942. Subito dopo il generale attraversò il Don e iniziò l'avanzata nella steppa verso gli importanti pozzi di petrolio del Caucaso; il 9 agosto von Mackensen occupò Majkop.

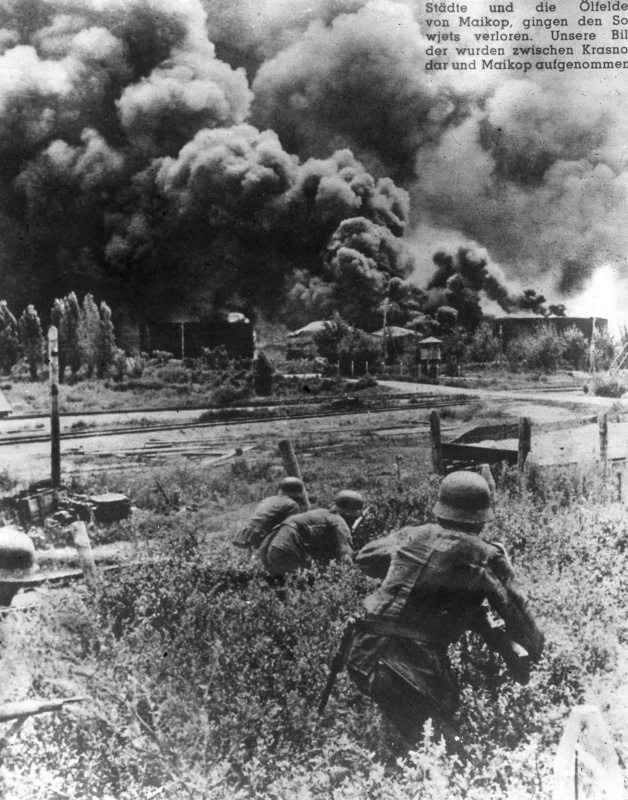
Soldati tedeschi del 3º Panzerkorps di von Mackensen in combattimento a Majkop.

Nonostante successi apparentemente decisivi, l'avanzata tedesca verso il Caucaso nelle settimane seguenti divenne sempre più difficoltosa di fronte alla crescente resistenza sovietica; von Mackensen guadagnò ancora terreno con il 3º Panzerkorps ma le forze mobili tedesche si stavano logorando e alla fine di settembre il Gruppo d'armate A tedesco dovette temporaneamente arrestare la sua marcia sul margine settentrionale della catena montuosa. Alla fine di ottobre l'offensiva tedesca riprese e von Mackensen fu incaricato di sferrare un attacco a tenaglia per conquistare Vladikavkaz; dopo duri combattimenti i mezzi corazzati tedeschi conquistarono una testa di ponte sul fiume Terek e arrivarono il 5 novembre 1942 a pochi chilometri dalla città, ma i sovietici passarono al contrattacco e le unità di testa di von Mackensen rischiarono di essere accerchiate. Solo con grande difficoltà i tedeschi poterono ripiegare a nord del fiume e il 12 novembre ristabilirono i collegamenti; il generale dovette passare definitivamente sulla difensiva; l'intero Gruppo d'armate A era ormai bloccato alla vigilia della grande offensiva invernale sovietica.
Il 19 novembre 1942 l'Armata Rossa diede inizio all'operazione Urano; in quattro giorni il fronte tedesco-rumeno venne sfondato a sud e a nord di Stalingrado e la 6. Armata del generale Friedrich Paulus venne accerchiata; l'andamento catastrofico delle operazioni, costrinse Hitler a riorganizzare l'ordine di battaglia nell'intero settore meridionale; il Gruppo d'armate A, che dopo la destituzione del feldmaresciallo Wilhelm List, era stato controllato direttamente dall'OKW, passò al comando del generale von Kleist, mentre von Mackensen ricevette il comando della 1. Panzerarmee. Inizialmente l'alto comando tedesco riteneva di poter ristabilire la situazione e quindi ordinò di mantenere le posizioni raggiunte nel Caucaso, ma dopo le nuove sconfitte sul Don, nella notte del 27-28 dicembre 1942 Hitler fu costretto ad ordinare la ritirata generale del Gruppo d'armate A per evitare un nuovo accerchiamento e von Mackensen quindi ripiegò dietro il Terek il 5 gennaio 1943 e iniziò la difficile ritirata verso Rostov, distante 580 chilometri, con la 1. Panzerarmee.
La ritirata continuò per trenta giorni in condizioni climatiche proibitive; von Mackensen aveva il comando di una parte delle forze tedesche avanzate nel Caucaso e in un primo momento Hitler sembrò intenzionato a farle ripiegare verso la testa di ponte del Kuban'; la situazione sempre più difficile a nord del Don costrinse ad abbandonare questi piani ottimistici e dirottare le truppe di von Mackensen, due Panzer-Division, una divisione motorizzata, tre divisioni di fanteria e la SS "Wiking", a nord per rinforzare il Gruppo d'armate del Don del feldmaresciallo Erich von Manstein. Il 31 gennaio 1943 dopo numerosi combattimenti di retroguardia la 1. Panzerarmee, sfuggita all'inseguimento sovietico, arrivò ai grandi ponti sul Don di Batajsk da dove i reparti confluirono in salvo a Taganrog; l'8 febbraio attraversarono i ponti sul Don i reparti di coda della 16ª Divisione motorizzata, Rostov fu evacuata e il 14 febbraio venne liberata dall'Armata Rossa.
Dopo la riuscita ritirata, von Mackensen contribuì con la 1. Panzerarmee rinforzata con altre Panzer-Division, al contrattacco generale sferrato dal feldmaresciallo von Manstein tra il Donec e Char'kov; la terza battaglia di Char'kov terminò il 15 marzo 1943 con un rilevante successo tedesco e il generale prese parte ai combattimenti dirigendo le sue formazioni corazzate verso Slavjansk; il gruppo corazzato del generale Markian Popov fu distrutto e i tedeschi raggiunsero le rive del Donec dove furono costretti a fermarsi per il rafforzamento della difese sovietiche e per l'arrivo del "periodo del fango" provocato dal disgelo primaverile.
Eberhard von Mackensen rimase al comando della 1. Panzerarmee anche durante la durissima campagna dell'estate-autunno 1943 sul Fronte orientale; egli non venne coinvolto nella battaglia di Kursk ma dovette affrontare il 17 luglio il violento attacco sovietico alla linea del fiume Mius; il generale ebbe grande difficoltà a frenare l'avanzata sovietica; con l'intervento di alcune riserve meccanizzate inviate dal feldmaresciallo von Manstein, alla fine si riuscì a ristabilire la situazione e respingere il nemico. Le forze di von Mackensen subirono perdite molto elevate a causa di questi scontri e si indebolirono in modo irreversibile. A partire dal 18 settembre 1943 l'intero Gruppo d'armate Sud del feldmaresciallo von Manstein diede inizio alla ritirata generale dietro il Dnepr e von Mackensen diresse la difficile manovra della 1. Panzerarmee che fu impegnata in continui combattimenti di retroguardia prima di raggiungere le teste di ponte di Zaporož'e e Dnepropetrovsk dove venne attraversato il fiume. Le truppe dell'Armata Rossa inseguirono da vicino le colonne tedesche in ritirata e attaccarono subito la testa di ponte di Zaporož'e; von Mackensen difese fino alla metà di ottobre l'importante posizione a est del Dniepr prima di essere costretto ad evacuare dopo aver fatto saltare con gli esplosivi il ponte e la grande diga sul fiume.
Dopo un periodo di comando di oltre due anni sul fronte orientale, Eberhard von Mackensen, promosso dal 6 luglio 1943 generaloberst, venne finalmente richiamato e cedette la guida della 1. Panzerarmee al generale Hans-Valentin Hube. Egli venne trasferito in Italia e assunse la direzione, a partire dal 3 novembre 1943, della nuova 14. Armata, costituita, con posto di comando a Verona, per raggruppare tutte le forze tedesche schierate in Italia settentrionale con funzioni di controllo del territorio e di riserva strategica per il Gruppo d'armate C del feldmaresciallo Albert Kesselring impegnato a contrastare tenacemente l'avanzata degli Alleati a sud di Roma.

### Servizio sul fronte italiano

#### Lo sbarco di Anzio
L'improvviso e inatteso sbarco di Anzio, effettuato dalle forze anglo-americane il 22 gennaio 1944 sulla costa del Lazio a sud di Roma, causò grande preoccupazione negli alti comandi tedeschi e provocò una riorganizzazione dello schieramento della Wehrmacht in Italia. Il feldmaresciallo Kesselring attivò misure d'emergenza e vennero fatte affluire truppe di riserva dall'Italia settentrionale e anche da altri fronti bellici. Von Mackensen ricevette quindi l'ordine di trasferire il quartier generale della 14. Armata e assumere il comando di tutte le forze tedesche assegnate per contenere e possibilmente distruggere la testa di sbarco alleata. Il 23 gennaio 1944 von Mackensen arrivò al quartier generale del feldmaresciallo Kesselring dentro il super-bunker del monte Soratte e prese il controllo delle divisioni in arrivo nel settore di Anzio. Inoltre von Mackensen, oltre a dirigere le formazioni campali impegnate nelle aree di sbarco, divenne anche l'autorità suprema di comando di tutto il territorio di guerra del settore che comprendeva anche la città di Roma; egli quindi divenne il superiore diretto del generale Kurt Mälzer, comandante della piazza di Roma. Kesselring considerava von Mackensen e Mälzer incapaci della «durezza brutale, forse anche ingiusta, ma necessaria nel quinto anno di guerra».

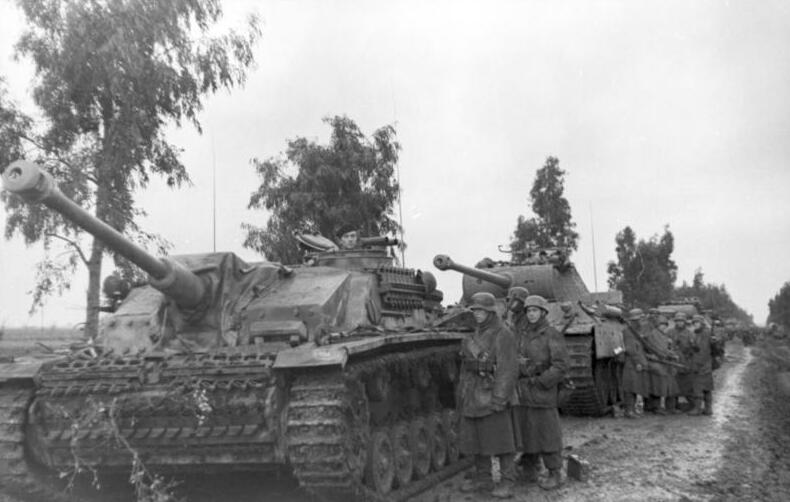
Truppe meccanizzate tedesche, al comando del generale von Mackensen, impegnate sul fronte di Anzio.

Von Mackensen si impegnò con tenacia e abilità per contenere le forze alleate sbarcate ad Anzio e per costituire un solido schieramento difensivo; l'avanzata nemica verso Roma venne bloccata e le truppe tedesche ottennero entro la fine del mese di gennaio 1944 anche alcuni importanti successi locali. Adolf Hitler tuttavia era deciso ad infliggere una schiacciante sconfitta alle divisioni anglo-americane e annientare completamente la testa di ponte sulle spiagge laziali; ingenti rinforzi di truppe motorizzate e artiglieria pesante vennero assegnate alla 14. Armata e von Mackensen ricevette l'ordine di sferrare una grande controffensiva, la cosiddetta operazione Fischfang.
I piani elaborati dall'alto comando tedesco per la controffensiva prevedevano un massiccio impiego dell'artiglieria e un attacco concentrato raggruppando il grosso delle truppe d'assalto su un settore ristretto di soli sei chilometri. Questi piani tuttavia non erano condivisi da von Mackensen che fece osservare che la superiore aviazione anglo-americana avrebbe potuto infliggere pesanti perdite alle divisioni tedesche troppo concentrate; inoltre il generale segnalò di non disporre di munizioni sufficienti per effettuare il previsto sbarramento d'artiglieria prolungato. Hitler respinse le proposte e le critiche di von Mackensen e impose di sferrare l'attacco secondo i piani iniziali studiati dall'alto comando.
L'offensiva tedesca contro la testa di ponte di Anzio ebbe inizio il 16 febbraio 1944 e mise in grave difficoltà le truppe anglo-americane, ma alla fine, dopo combattimenti molto violenti, von Mackensen non riuscì ad ottenere la grande vittoria richiesta da Hitler; il fuoco della potente artiglieria alleata e l'intervento massiccio dell'aviazione anglo-americana, inflissero pesanti perdite alle truppe d'assalto tedesche e bloccarono l'avanzata delle divisioni della 14. Armata. L'operazione Fischfang terminò quindi con un fallimento strategico tedesco; von Mackensen dovette ritornare sulla difensiva e limitarsi a consolidare le sue posizioni intorno alla testa di ponte; la battaglia ad Anzio si trasformò in una lunga e logorante guerra di posizione.

#### Coinvolgimento nella rappresaglia delle Fosse Ardeatine
Mentre continuava l'aspra battaglia nella testa di ponte di Anzio, la resistenza romana il 23 marzo 1944 colpì con un sanguinoso attentato in via Rasella una compagnia del Polizeiregiment "Bozen" presente nella capitale. La reazione delle autorità tedesche a Roma fu immediata e brutale; il generale Mälzer, giunto sul luogo dell'attentato, mostrò grande eccitazione ed evocò la necessità di immediate misure di ritorsione; dal quartier generale supremo di Rastenburg, Hitler fu informato dell'attentato e, estremamente irritato, pretese una sanguinosa rappresaglia. Secondo alcuni ufficiali presenti a Rastenburg, si parlò esplicitamente di uccidere "da trenta a cinquanta italiani" per ognuno dei soldati tedeschi morti in via Rasella. Von Mackensen, oltre a dirigere sul campo le truppe della 14. Armata impegnate ad Anzio, era anche l'autorità suprema dell'intera zona di guerra che comprendeva anche Roma; egli venne informato nel pomeriggio da Rastenburg della violenta reazione del Führer. Il generale ritenne troppo elevata la proporzione della rappresaglia di cui si era parlato al quartier generale e si mise in contatto telefonico con il generale Mälzer e il tenente colonnello delle SS Herbert Kappler, il comandante della Gestapo a Roma.
Von Mackensen discusse soprattutto con il tenente colonnello Kappler e chiese un suo parere sull'eventuale rappresaglia; il generale riteneva eccessiva la proporzione delle vittime evocata a Rastenburg; inoltre von Mackensen accolse la proposta del capo della Gestapo di eseguire la ritorsione uccidendo i cosiddetti Todeskandidaten, i prigionieri italiani detenuti nelle carceri romane già condannati a morte o all'ergastolo o accusati di reati in cui era prevedibile la condanna a morte. Von Mackensen quindi prese le prime decisioni esecutive: stabilì che sarebbe stata adeguata una proporzione di dieci italiani uccisi per ogni soldato tedesco caduto in via Rasella e affermò che tutti i todeskandidaten disponibili sarebbero stati eliminati nella rappresaglia fino al numero stabilito. Il generale affermò in seguito di aver ritenuto che i todeskandidaten fossero solo i già condannati a morte; egli inoltre avrebbe anche proposto di non estendere la ricerca delle vittime anche in caso di numero insufficiente di prigionieri detenuti. Dopo queste prime discussioni operative, fu compito del feldmaresciallo Kesselring, arrivato in serata al suo quartier generale nel bunker del Soratte e informato dell'attentato e della richiesta di rappresaglia, prendere le decisioni definitive. Egli parlò telefonicamente con il generale Alfred Jodl; il feldmaresciallo concordò con le valutazioni e le proposte di von Mackensen, mentre il generale Jodl non fece obiezioni e lasciò le decisioni al comandante in Italia; Kesselring quindi diede gli ordini di "esecuzione immediata" della rappresaglia secondo la proporzione dieci a uno.
Von Mackensen, dopo aver per primo stabilito le modalità operative della rappresaglia, non ebbe un ruolo esecutivo nell'eccidio delle Fosse Ardeatine; fu il tenente colonnello Kappler che rastrellò i prigionieri italiani e diresse personalmente le esecuzioni. Il capo di stato maggiore del generale von Mackensen, colonnello Wolf Rüdiger Hauser, rifiutò esplicitamente di coinvolgere le truppe della 14ª Armata nella rappresaglia e disse al generale Mälzer che il compito spettava alla polizia tedesca che era stata vittima dell'attentato.

#### Liberazione di Roma e perdita del comando
Nella primavera del 1944 la situazione dell'esercito tedesco in Italia divenne più difficile; von Mackensen continuò tenacemente a difendere con la 14. Armata il settore della testa di ponte di Anzio ma le sue truppe si indebolirono a causa del costante logoramento della battaglia di posizione e della sottrazione di forze da parte del feldmaresciallo Kesselring per sostenere il fronte di Cassino, sottoposto a continui attacchi nemici. Gli Alleati l'11 maggio 1944 sferrarono la grande offensiva generale, l'operazione Diadem, e dopo aspri scontri provocarono il crollo del fronte di Cassino difeso dalla 10. Armata del generale Heinrich von Vietinghoff. In questa fase si verificarono conflitti di competenze all'interno del comando tedesco e serie divergenze di opinioni tra Kesselring e von Mackensen; il comandante in capo in Italia richiese con la massima urgenza l'invio delle divisioni di riserva della 14. Armata sul fronte di Cassino ma von Mackensen, temendo un attacco nemico dalla testa di ponte, rinviò il trasferimento delle sue forze mobili. Kesselring ritenne che von Mackensen non avesse collaborato prontamente e avesse ritardato troppo l'invio delle riserve; in questo modo il loro tardivo intervento non permise di controllare la situazione e il feldmaresciallo dovette ordinare la ritirata generale. Il 23 maggio passarono all'attacco anche le truppe alleate del settore di Anzio che misero in difficoltà l'armata di von Mackensen.
Il feldmaresciallo Kesselring non aveva ancora rinunciato a bloccare l'avanzata alleata su Roma; egli ordinò quindi a von Mackensen di ripiegare con la 14. Armata su una nuova posizione più arretrata mantenendo il collegamento con l'ala destra della 10. Armata che si stava ritirando dal settore di Cassino. La difficile manovra tuttavia non ebbe successo; von Mackensen non riuscì a difendere il settore chiave di Velletri; le truppe americane si infiltrarono in un varco delle difese tedesche e il 31 maggio 1944 sfondarono la nuova posizione tedesca avanzando verso Roma che venne liberata il 5 giugno. Kesselring ritenne nuovamente che la responsabilità principale della sconfitta ricadesse su von Mackensen a causa delle mancata difesa del settore di Velletri; dopo nuove aspre divergenze tra i generali, il feldmaresciallo decise di destituire von Mackensen dal comando della 14. Armata che venne affidato al generale Joachim Lemelsen.
Von Mackensen dopo la perdita della guida della 14. Armata venne trasferito nella riserva della Wehrmacht a disposizione del Führer ma non esercitò più alcun incarico di comando fino al termine della guerra.

### Il processo di Roma e gli ultimi anni
Al termine della seconda guerra mondiale von Mackensen venne catturato dagli Alleati e trasferito in Gran Bretagna dove rimase detenuto insieme ad alti ufficiali tedeschi considerati prigionieri di guerra. Nel novembre 1946 venne trasferito in Italia per essere sottoposto, insieme al generale Kurt Mälzer, a processo a Roma per crimini di guerra in relazione al suo ruolo direttivo nella rappresaglia delle Fosse Ardeatine. Contrariamente alle decisioni originarie dei capi alleati che prevedevano, secondo la Dichiarazione di Mosca del 1943, che i responsabili di gravi crimini avrebbero dovuto essere processati e giudicati direttamente dalle nazioni vittime di tali atti, von Mackensen e Mälzer furono giudicati da un tribunale britannico insediato nella capitale italiana, dove svolse le udienze pubbliche a Palazzo della Sapienza.
Nel corso degli interrogatori preliminari in Gran Bretagna e durante il processo, von Mackensen respinse fermamente le accuse di crimini di guerra; egli affermò al contrario di aver svolto un'azione di moderazione, di aver "favorito gli italiani" e di "aver salvato la vita di molte persone" proponendo una limitazione dell'estensione della rappresaglia. In sede processuale inoltre von Mackensen e il generale Mälzer sostennero di essere stati fuorviati dal tenente colonnello Kappler e di aver creduto che solo i condannati a morte detenuti sarebbero stati effettivamente inseriti nella lista delle vittime della rappresaglia; infine gli avvocati difensori fecero riferimento alle norme della Convenzione dell'Aja del 1907 per giustificare legalmente il diritto di rappresaglia da parte della potenza occupante. Il processo di Roma si concluse il 20 novembre 1946 dopo dieci giorni di dibattimento con la condanna a morte mediante fucilazione di von Mackensen che accolse con impassibile freddezza la sentenza; anche il generale Mälzer venne condannato a morte.
La sentenza di condanna a morte tuttavia non venne eseguita. Il 29 giugno 1947 il generale John Harding, comandante in capo delle forze britanniche in Europa, a cui spettava il giudizio di secondo grado, decise di commutare la pena condannando all'ergastolo von Mackensen, Mälzer e il feldmaresciallo Kesselring a sua volta condannato a morte dopo il processo di Venezia. I tre furono dunque reclusi nel carcere di Werl.
Negli anni successivi la condanna di von Mackensen venne ulteriormente ridotta e nel 1952 il generale venne definitivamente liberato. Nel 1967 scrisse un libro dedicato alla storia militare del 3º Panzerkorps tedesco durante la seconda guerra mondiale. Morì il 19 maggio 1969.